# Fotoliu

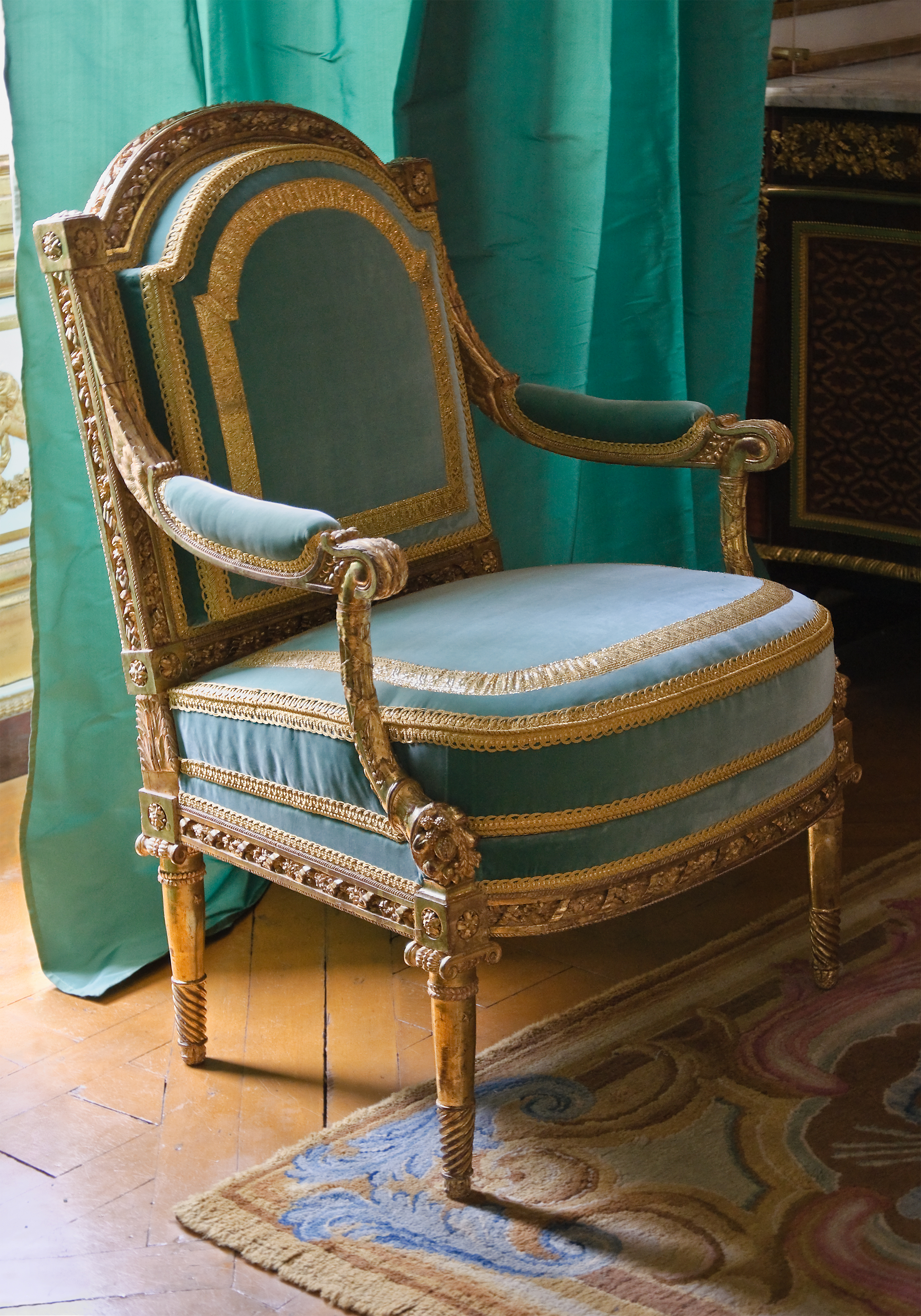
Fotoliu de la Palatul Versailles.

Un fotoliu este un scaun cu spătar, care are în componență și suporturi laterale pentru sprijinirea brațelor. Acest obiect de mobilier își trage originile din Franța, de la începutul  secolului al XVIII-lea.

## Etimologie
Cuvântul fotoliu provine din limba franceză, unde termenul original desemnând același obiect este fauteuil. 